# AL Весов
AL Весов (лат. AL Librae) — одиночная переменная звезда в созвездии Весов на расстоянии (вычисленном из значения параллакса) приблизительно 18606 световых лет (около 5705 парсеков) от Солнца. Видимая звёздная величина звезды — от +15,5m до +14,7m.

## Характеристики
AL Весов — пульсирующая переменная звезда типа RR Лиры (RR).